# Patronaat (sociaal)
Het patronaat is een term die in België wordt gebruikt om bij sociaal overleg de gesprekspartners aan te duiden die de werkgevers vertegenwoordigen. De andere kant van het sociaal overleg bestaat vaak uit de vertegenwoordigers van de werknemers, meestal de vakbonden.
Wanneer er overleg is tussen werkgevers(organisaties) en werknemers(organisaties), spreken we van paritair of tweeledig overleg. Soms is de overheid als derde partij aanwezig. Dit noemt men drieledig overleg.
Zie ook: Werkgeversvereniging